# Dead or Alive (película de 1999)
Dead or alive (en japonés: DEAD OR ALIVE: 犯罪者, Dead or Alive: Hanzaisha?) también conocida por Dead or alive I o abreviado como DOA, es una película japonesa de acción yakuza de 1999 dirigida por Takashi Miike. Está protagonizada por Show Aikawa como un detective de policía japonés llamado Jojima, del distrito Shinjuku de Tokio y por Riki Takeuchi, un yakuza, llamado Ryuichi, líder de una banda de criminales chinos. El distrito de Shinjuku es un lugar peligroso e insalubre, donde compiten yakuzas y tríadas. La violencia es omnipresente. Dead or alive I, es parte de una trilogía anómala , ya que las películas están unidas entre sí únicamente por los actores principales, mientras que las historias son totalmente diferentes. Las otras películas de la trilogía son Dead or Alive II: Sangre Yakuza (Dead or Alive 2: Birds) de 2000 y Dead or Alive III: Duelo Final (Dead or Alive: Final) de 2002, ambas dirigidas por Takashi Miike.

## Argumento
Ryūichi (Riki Takeuchi) es el líder de una pequeña pandilla de gánsteres nikkei que operan en el barrio de Shinjuku de Tokio, formada por sus amigos de la infancia, Satake (Hitoshi Ozawa), Mariko (Mizuho Koga), Hoshiyama (Ryuushi Muzkami) y Hitoshi (Kyousuke Yabe). Todos ellos ejecutan un atrevido robo a plena luz del día de un camión que transporta dinero de un negocio dirigido por Aoki (Renji Ishibashi), un jefe yakuza local que está en medio de negociar un acuerdo territorial con una tríada liderada por el Sr. Chen (Shingo Tsurumi). Humillado públicamente por la pérdida del dinero a manos de delincuentes de poca monta, Aoki recurre al detective Jojima (Show Aikawa) de la Policía Metropolitana de Tokio y le ordena encontrar a los culpables del robo y entregárselos. Jojima está muy endeudado con Aoki, ya que él y su esposa (Kaoru Sugita) le pidieron dinero prestado para pagar una cirugía que su hija requirió para salvar su vida.

## Reparto
| Actor               | Papel                           |
| ------------------- | ------------------------------- |
| Riki Takeuchi       | Ryūichi                         |
| Show Aikawa         | Detective Jojima                |
| Renji Ishibashi     | Aoki                            |
| Susumu Terajima     | Detective Inoue                 |
| Hitoshi Ozawa       | Satake                          |
| Ryûshi Mizukami     | Hoshiyama                       |
| Shingo Tsurumi      | Chen                            |
| Michisuke Kashiwaya | Toji                            |
| Mizuho Koga         | Mariko                          |
| Kyosuke Yabe        | Hitoshi                         |
| Kaoru Sugita        | Mrs. Jojima                     |
| Dankan              | Tanaka                          |
| Ren Osugi           | Yan                             |
| Hirotarō Honda      | Detective Okuyama               |
| Tomorowo Taguchi    | Amigo de la infancia de Ryuichi |
| Hua Rong Weng       | Chef inmortal                   |
| Tokitoshi Shiota    | Sakurai                         |
| Kazuki Kitamura     | Misterioso bailarín: Ikki       |
| Momoko Kurasawa     | Mina Jojima                     |
| Sei Hiraizumi       | Jefe de policía                 |
| Yoshiyuki Yamaguchi | Jin Hoshiyama                   |

## Otros Créditos
- Producida por: Mitsuru Kurosawa y Tsutomu Tsuchikawa.
- Productores: Katsumi Ono, Makoto Okada y Toshiki Kimura.
- Planificación: Ken Takeuchi, Eiichi Fujii y Riki Project.
- Iluminación: Takaya Hitoshi.
- Grabación (sonido): Kazuo Numata.
- Efectos de sonido: Kenji Shibasaki.
- Diseñador de producción (arte): Akira Ishige.
- Coordinador de especialistas: Keiji Tsujii.
- Productor de línea: Masashi Minami.
- Subdirector: Bunmei Katô.
- Cooperación de producción: Excellent Film.
- Producido por: Daiei y Toei Video.

## Producción
Las intenciones de los productores para Dead or Alive, iba a ser la versión japonesa de Heat, película estadounidense dirigida por Michael Mann en 1995 . Sin embargo, de la mano de Takashi Miike, la película tomó otra dirección, completamente original y provocativa, como es costumbre en el director .
Lo que se te queda grabado de la película es, de hecho, el principio y el final llenos de adrenalina. Respecto al final, el director afirmó que la película tenía que terminar de forma convencional, con un tiroteo entre los dos antagonistas en el que no se mostraba quién saldría con vida. Esto también se debe a la popularidad que tenían en Japón los protagonistas Takeuchi y Aikawa, aquí en su primera película juntos. Miike, sin embargo, renunció a este final y optó por un final apocalíptico, en el que el mundo entero explota. El final concebido por el director se ocultó a los productores y se reveló sólo el día del rodaje.
Cuando se le preguntó por qué el detective Jojima de repente saca una bazuca de la nada en el final, Takashi Miike respondió: «¿Por qué no tendría una bazuca? ¿No está en la fantasía de muchos hombres tener una bazuca?.

## Lanzamiento
Dead or Alive se proyectó por primera vez en el Festival Internacional de Cine de Tokio, el 5 de noviembre de 1999 y se estrenó en cines de Japón el 27 de noviembre del mismo año. Fue lanzada en Japón en VHS por Daiei y Toei Company,y en DVD 
editado por Daiei y Toshiba Digital Frontiers, y distribuida por Tokuma Japan Communications. También fue lanzada VHS, DVD y Blu-ray en otros países, siempre con algún extra.En España fue lanzada en DVD por Cameo Media en 2005. 
En 2017, Arrow Video, editó una versión en DVD y Blu-ray llamada Dead or Alive Trilogy, que contiene las tres partes de la de la trilogía Dead or Alive, además de múltiples extras.

## Recepción
En una reseña de The New York Times, el crítico de cine Elvis Mitchell, comento: «Dead or Alive trata sobre grandilocuencia y potencia de fuego. Es tan sencillo que los actores visten siempre la misma ropa, como en los dibujos animados, para que puedas recordar fácilmente quién es quién. No lo sabrías por esta película, pero el Sr. Miike es un director hábil que puede emocionar al público: su película anterior, Audition, es desgarradora e inolvidable».
En una reseña de Katanas y colegialas concluyen que: «En definitiva, que nadie espere una gamberrada de Miike, ni una película salvaje y llena de acción; más bien son películas más o menos serias con sus buenas partes al estilo Takashi Miike, pero siempre basadas en un argumento y en sentimientos humanos; incluso puede que viendo una sola de la trilogía os parezca una más, sin embargo, como trilogía creemos que encajan mejor de lo que cabría esperar y que tocan bien distintos estilos como para complementarse bien entre ellas». 
Panos Kotzathanasis en una reseña  para Asian Movie Pulse, escribió: «Takashi Miike dirige una película de Yakuza que se caracteriza principalmente por la presencia de muchos antihéroes y la impregnada inmoralidad que gobierna el "inframundo" japonés. Sin embargo, estos personajes duros y crueles parecen entregarse a sentimientos amorosos hacia madres, hijas, hermanos y novias, en una noción que tiene sentido de telenovela en la película, de manera claramente burlona. Además, conservó su estética del V-cinema y la absurdidad que siempre caracterizó sus obras, tanto en el guion, como en los personajes y en las distintas escenas. 
Dead or Alive es una de las películas imprescindibles de Miike y un espectáculo que los fans de la película de culto sin duda adorarán».